# 埃斯蒂瓦勒
埃斯蒂瓦勒（法語：Estivals，法語發音：[ɛstival]）是法国科雷兹省的一个市镇，属于布里夫拉盖亚尔德区。

## 地理
埃斯蒂瓦勒（45°1'41"N, 1°27'42"E）面积8.88 平方千米，位于法国新阿基坦大区科雷兹省，该省份为法国中南部省份，北起上维埃纳省和克勒兹省，西接多爾多涅省，南至洛特省，东临多姆山省和康塔爾省。
与埃斯蒂瓦勒接壤的市镇（或旧市镇、城区）包括：沙尔特里耶-费里耶尔、内斯普勒、纳达亚克、日尼亚克。
埃斯蒂瓦勒的时区为UTC+01:00、UTC+02:00（夏令时）。

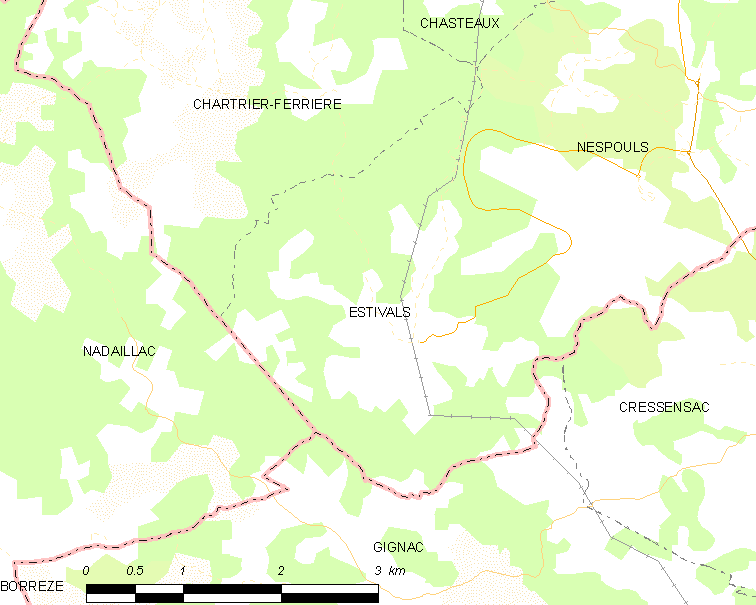
埃斯蒂瓦勒的OSM定位图

## 行政
埃斯蒂瓦勒的邮政编码为19600，INSEE市镇编码为19077。

## 政治
埃斯蒂瓦勒所属的省级选区为圣庞塔莱翁-德拉尔什县。

## 人口

1962-2008年间埃斯蒂瓦勒人口变化图示

埃斯蒂瓦勒于2022年1月1日时的人口数量为136人。